# Wirbelstrombremse

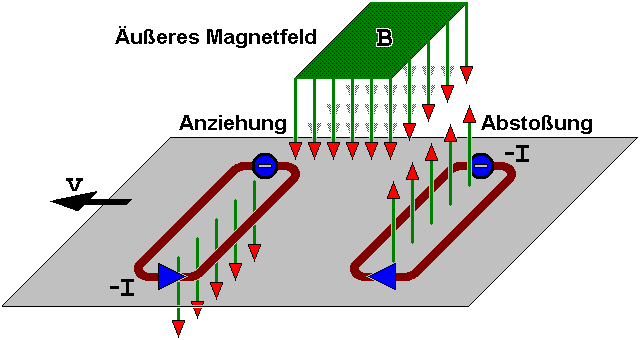
Abbremsung einer sich quer zu den Feldlinien eines äußeren Magnetfelds bewegenden Metallplatte (Darstellung zeigt Elektronenbewegung)

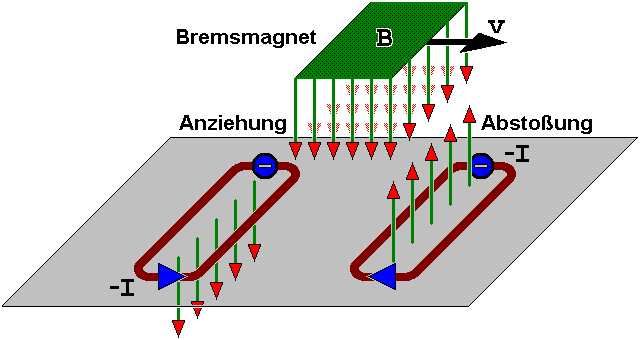
Abbremsung eines sich über eine Metallplatte hinweg bewegenden Dauer- oder Elektromagneten

Lineare Wirbelstrombremse (Darstellung zeigt technische Stromrichtung)

Plattenwirbelstrombremse

Eine Wirbelstrombremse (auch Induktionsbremse) ist eine verschleißfreie Bremse, die von Magnetfeldern verursachte Wirbelströme in relativ zum Magnetfeld bewegten metallischen Körpern zur Bremsung nutzt; die metallischen Körper sind etwa eine rotierende Scheibe oder eine längs verlaufende Metallschiene.
Das Prinzip: Bewegt sich ein elektrischer Leiter senkrecht zur Feldrichtung durch ein Magnetfeld, so wirken auf die Ladungen im Leiter elektromagnetische Kräfte; diese sind gemäß der Lenzschen Regel so gerichtet, dass sie zu einer internen elektrischen Stromdichte führen, deren damit nach dem Ampèreschen Gesetz verbundenes Magnetfeld eine Änderung des Gesamtmagnetfeldes entgegenwirkt, was zu Bremskräften zwischen dem vorgegebenen Magneten und dem Leiter führt. Die elektrischen Ströme in dem Leiter werden Wirbelströme genannt; die Strömung der Ladungsträger findet vollständig innerhalb des Leitermaterials statt, die Stromverteilung wird durch die Geometrie des Leiters und des vorgegebenen Magnetfeldes sowie von dem Verlauf der Bewegung bestimmt, stark vereinfacht stellt man sich oft ringförmige Stromlinien vor.
Gleiches gilt, wenn umgekehrt die Quelle des äußeren Magnetfelds, z. B. ein Dauer- oder Elektromagnet, über eine elektrisch leitende Fläche, z. B. eine Eisenbahnschiene, bewegt wird – entscheidend ist lediglich die Relativbewegung zwischen Feld und elektrischem Leiter (siehe Abbildung).
Der elektrische Widerstand der Metallplatte bildet dabei für die Wirbelströme einen ohmschen Verbraucher, der die Bewegungsenergie des Leiters bzw. des Magneten in Wärme umsetzt. Die Magnetisierbarkeit des Metallstücks dagegen, die bei den ähnlich funktionierenden Hysteresebremsen eine Rolle spielt, ist für die Induktion in einer Wirbelstrombremse unerheblich, allein ausschlaggebend ist die elektrische Leitfähigkeit.
Die Idee der Wirbelstrombremse wurde 1892 patentiert.

## Steuerung
Die Stärke der Bremswirkung ist von mehreren Parametern abhängig:
Leitfähigkeit der Bremsscheibe
Die induzierten Ströme sind direkt proportional zur elektrischen Leitfähigkeit des verwendeten Materials. Eine Kupferscheibe wird daher stärker abgebremst als eine baugleiche Stahlscheibe.
Richtung des Magnetfeldes
Die größte Bremswirkung wird erzielt, wenn das Magnetfeld die bewegliche Scheibe senkrecht durchsetzt.
Luftspalt
Je größer der Luftspalt, desto kleiner ist die maximale Bremswirkung.
Form der Scheibe
Scheiben mit umfänglich kammförmiger Struktur oder Rissen weisen eine verringerte Bremswirkung auf, da sich die ringförmigen Wirbelströme nicht mehr großräumig ausbilden können.
Fläche unter dem Erregerpol
Je kleiner die Fläche unter dem Pol ist, desto geringer ist die Bremswirkung.
Geschwindigkeit
Die Bremswirkung ist stark von der Relativgeschwindigkeit zwischen Feld und Scheibe abhängig.
Spulenstrom
Je höher der durch den Magneten fließende Strom ist, desto stärker wird das Magnetfeld und damit die Bremskraft.
Wird eine rotierende Scheibe durch ein statisches Magnetfeld (z. B. Permanentmagnet) gebremst, so wird die Scheibe immer langsamer. Jedoch wird – wegen der Abnahme der Bremskraft mit der Relativgeschwindigkeit – der Stillstand theoretisch nie ganz erreicht. Eine Wirbelstrombremse eignet sich daher nicht als Feststellbremse.
Umgekehrt bietet dieser Effekt ein natürliches ABS. Diese Eigenart lässt sich durch ein veränderliches Magnetfeld beeinflussen, dann lässt sich sogar Bewegung erzeugen, wie z. B. beim Asynchronmotor mit Kurzschlussläufer oder in Stromzählern nach dem Ferrarisprinzip.

## Entstehung der Wirbelströme

### Anschauliche Herleitung
Anschaulich kann man sich die im vorhergehenden Abschnitt dargestellten Zusammenhänge wie im Folgenden beschrieben vorstellen. Bei dieser Beschreibung werden Annahmen getroffen und Ungenauigkeiten in Kauf genommen, um die physikalischen Vorgänge auf einem fachlichen Niveau zu beschreiben, das keine mathematisch-naturwissenschaftliche Hochschulbildung erfordert.
 Eine nichtmagnetische, elektrisch leitfähige Metallplatte (z. B. aus Kupfer) wird von rechts nach links (an diesem Beispiel o. B. d. A.) in ein nach hinten gerichtetes lokales Magnetfeld bewegt (z. B. Dauermagnet). Aus dieser Bewegung und der Richtung des Magnetfeldes resultiert nun eine nach oben gerichtete Lorentzkraft, die auf die noch gleichmäßig in der Platte verteilten Elektronen wirkt.
 Die Lorentzkraft wirkt nun jedoch auf die Elektronen, die sich näher an dem Magneten befinden, stärker als auf die, die weiter von ihm entfernt sind. Dadurch entsteht auf der dem Magneten zugewandten Seite ein starker Elektronenfluss nach oben.
 Um den dadurch entstehenden Ladungsunterschied in der Kupferplatte auszugleichen, fließen die Elektronen auf der rechten Plattenseite nach unten, da hier die Lorentzkraft geringer ist als auf der linken Seite. Auf diese Weise entsteht eine wirbelförmige Elektronenbewegung im Uhrzeigersinn.
 Diese Elektronenbewegung erzeugt nun wiederum ein Magnetfeld in der Kupferplatte, das dem des Dauermagneten entgegenwirkt. Die Abstoßung dieser Magnetfelder wirkt gleichzeitig auch der Bewegungsrichtung der Kupferplatte entgegen und bremst diese somit ab.
 Befindet sich die Platte nun genau vor dem Magneten (in einem homogenen Magnetfeld), so wirkt die Lorentzkraft auf die Elektronen in der rechten Plattenhälfte genau so stark wie auf die in der linken Plattenhälfte. Es entstehen keine Wirbelströme mehr.
 Beim Wiederaustritt aus dem Magnetfeld passiert nun genau das Gegenteil: Weil nun die rechte Seite stärker von dem Feld des Magneten durchsetzt wird als die linke Seite, wirkt hier auch die Lorentzkraft auf die Elektronen stärker. Die Elektronen fließen also nach oben und erzeugen einen Ladungsunterschied.
 Dadurch entsteht nun wiederum ein Wirbel, nun jedoch gegen den Uhrzeigersinn, der ein Magnetfeld erzeugt, das dem des Dauermagneten gleichgerichtet ist. Diese magnetische Anziehung wirkt nun der Bewegungsrichtung der Kupferplatte entgegen.
Die Metallplatte wird also sowohl beim Eintritt, als auch beim Wiederaustritt aus dem Magnetfeld in ihrer Bewegung abgebremst. Die kinetische Energie wird nach dem Ohmschen Gesetz in thermische Energie umgewandelt (Die Kupferplatte erwärmt sich).

## Anwendungen

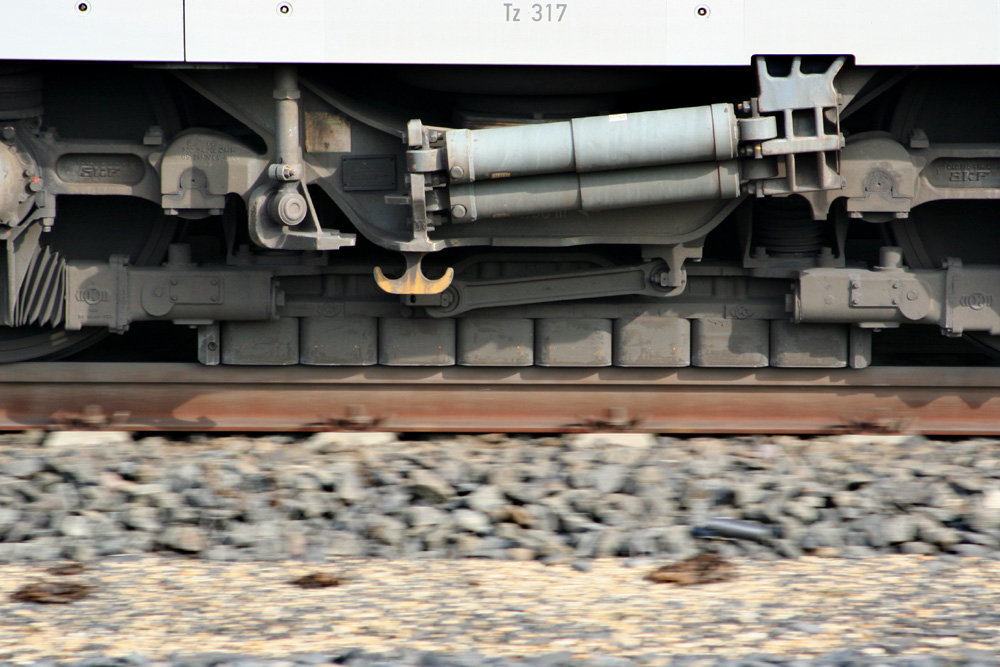
Wirbelstrombremse im Drehgestell des ICE 3. Die Traverse mit den aktivierten Magneten ist bis wenige Millimeter oberhalb des Schienenkopfs abgesenkt.

### Schienenfahrzeuge
Serienmäßig kam die lineare Wirbelstrombremse (linear: die Relativbewegung ist geradlinig, der metallische Leiter ist länglich) in Europa erstmals auf den ab 2000 in Dienst gestellten ICE-3-Triebzügen zum Einsatz. Im Gegensatz zu der bei schnell fahrenden Zügen sonst üblichen Magnetschienenbremse wird das Magnetfeld längs und nicht quer zur Schiene erzeugt. Der eiserne Kern des Elektromagneten setzt nicht auf, sondern wird durch Befestigung an den Radsatzlagern des Fahrzeugs etwa 7 mm oberhalb der Schienenoberkante gehalten. Die entstehende Bremsenergie wird über die Schienen mittels Wärme abgeführt. Problematisch ist bei der Wirbelstrombremse der Skineffekt, der durch die hohen Frequenzen den Wirbelstrom an die Außenränder des Schienenquerschnitts zwingt. Das soll in der Entwicklungszeit zum Ausglühen der Schienenoberfläche geführt haben. Die Teilkomponenten der Wirbelstrombremse unterliegen keinem Verschleiß und arbeiten unabhängig vom Kraftschluss zwischen Rad und Schiene (gemindert z. B. durch Laub auf der Schiene).
Die Wirbelstrombremse wird von einem übergeordneten Bremsmanagement, neben Druckluft-Scheibenbremsen und elektrischer Netzbremse, angesteuert. Dieses stellt ferner sicher, dass die Durchbiegung der Träger der Wirbelstrombremse in zulässigen Grenzen verbleibt. Die Wirbelstrombremse des ICE 3 erreicht ihre größte Verzögerung (mit 10,0 kN Bremskraft je Bremsschuh) bei 75 km/h und fällt anschließend ab. Die erreichbare Momentanverzögerung beträgt bei 50 km/h rund 0,8 m/s², um 100 km/h bei rund 0,9 m/s² und fällt ab etwa 120 km/h bis 330 km/h auf 0,6 m/s² ab. Oberhalb von 180 km/h liegt die Bremskraft bei etwa 150 kN. Die Bremsleistung der Wirbelstrombremse übersteigt im oberen Geschwindigkeitsbereich jene der elektromotorischen Bremse. Die größte Bremskraft erreicht die Wirbelstrombremse mit rund 170 kN bei 100 km/h und sinkt anschließend auf rund 60 kN bis kurz vor der Abschaltgeschwindigkeit von 50 km/h ab. Die Wirbelstrombremse wird bei Geschwindigkeiten unter 50 km/h abgeschaltet, da die Anzugkräfte ansonsten zu hoch wären.
Vor dem Einsatz in den ICE-3-Reisezügen wurde das System der Wirbelstrombremse auf den Versuchsträgern ICE V und ICE S zur Serienreife geführt. Die Wirbelstrombremse beeinflusst insbesondere die Leit- und Sicherungstechnik (LST) und den Oberbau. Um einen sicheren und zuverlässigen Eisenbahnbetrieb mit Wirbelstrombremse nachzuweisen, erfolgten Untersuchungen, umfangreiche Messprogramme sowie zahlreiche Messfahrten. Untersucht wurden:
- Die Beeinflussung von LST-Komponenten, sowohl durch eine nicht erregte, aber bereits abgesenkte Wirbelstrombremse als auch durch eine aktive, abgesenkte und bestromte Wirbelstrombremse. Im Ergebnis erwiesen sich punktförmig wirkende LST-Komponenten wie Radsensoren, Achszählpunkte, PZB-Magneten, Geschwindigkeitsprüfeinrichtungen sowie Heißläuferortungsanlagen als anfällig. Beobachtet wurden Beeinflussungen, Störungen und Zerstörungen. So kann z. B. eine Geschwindigkeitsprüfeinrichtung nach der Beeinflussung durch eine Wirbelstrombremse dauerhaft aktiv bleiben und beim nächsten Zug, der sie überfährt, eine Zwangsbremsung auslösen. Auf den ICE-3-Regelstrecken wurden infolgedessen mehr als 11.000 LST-Komponenten ersetzt. Als anfällig erwiesen sich insbesondere Achszähler.[9]
- Die Erhöhung der Schienentemperatur durch aktive Wirbelstrombremsen.[9]
- Den Einfluss der Anzugkräfte auf den Oberbau (z. B. Weichen, Abdeckplatten). Infolgedessen mussten mechanische Teile von Oberbaueinrichtungen teilweise konstruktiv geändert werden.[9]

Von 1995 bis 2000 wurden die Bremstechnik des Fahrzeugs und die Infrastruktur schrittweise aufeinander abgestimmt. Die Wirbelstrombremse des InterCityExperimental wurde aufgrund von Problemen mit der Infrastruktur zunächst nicht auf die späteren ICE-Serienzüge übertragen.
In vollem Umfang, d. h. auch für Betriebsbremsungen, kommt die Wirbelstrombremse des ICE in Deutschland nur auf den Schnellfahrstrecken Köln–Rhein/Main, Nürnberg–Ingolstadt, VDE 8.1/8.2 und Wendlingen–Ulm zum Einsatz, da nur auf Fester Fahrbahn eine ausreichende Lagestabilität gegen wärmebedingte Verwerfungen des Gleises auch unter Extrembedingungen (u. a. hohe Außentemperatur mit Sonneneinstrahlung, dichte ICE-3-Zugfolge) sichergestellt werden kann. Sie wird dabei als Betriebsbremse durch LZB (mit CIR-ELKE II) oder ETCS (per Track Condition) in dafür geeigneten Bereichen freigegeben. Zukünftig wird die Wirbelstrombremse u. a. auf den meisten im Rahmen von Stuttgart 21 entstehenden Strecken bzw. Streckenabschnitten als Betriebsbremse freigegeben.

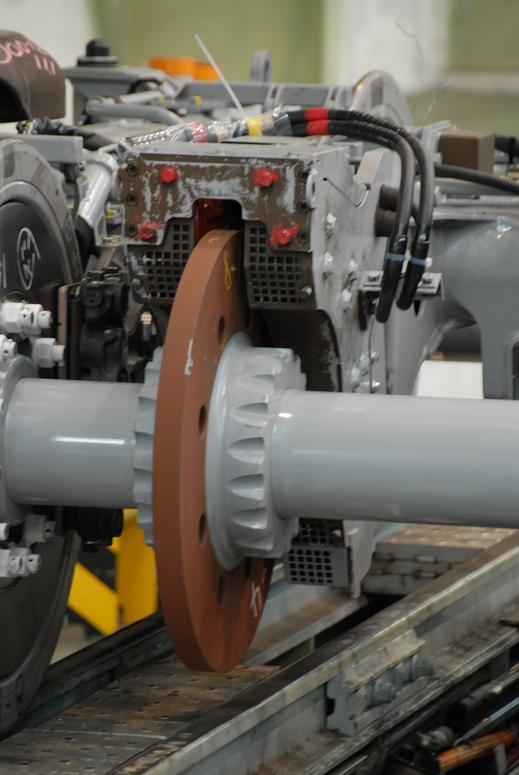
Wirbelstrombremse eines Shinkansen 700

Auf weiten Teilen des vom ICE 3 befahrenen Netzes darf die Wirbelstrombremse dagegen nur bei Schnellbremsungen zum Einsatz kommen. Sie kann dabei auf die Bremshundertstel des Zuges angerechnet werden und erlaubt (unter PZB) eine Geschwindigkeit von 160 km/h. Auf den teilweise für über 250 km/h zugelassenen Schnellfahrstrecken wie Mannheim–Stuttgart und Hannover–Würzburg, in denen die Wirbelstrombremse ebenfalls nur bei Schnellbremsungen eingesetzt werden darf, wird die zulässige Geschwindigkeit der ICE 3 auf 250 km/h beschränkt, um die alternativ eingesetzte Scheibenbremse thermisch nicht zu überlasten. Auf einzelnen Strecken, die nicht für den Einsatz der Wirbelstrombremse bei Schnellbremsungen ertüchtigt sind, wird sie nicht auf die Bremshundertstel des Zuges angerechnet, wodurch die zulässige Höchstgeschwindigkeit auf 200 km/h beschränkt ist. Die Nutzung der Wirbelstrombremse für Schnellbremsungen wird vom Triebfahrzeugführer im Stand eingestellt.
Wirbelstrombremsen waren auf den im Jahr 2000 in Betrieb genommenen ICE-3-Zügen zunächst nur für Schnellbremsungen zugelassen. Die Erprobung als Betriebs- und Schnellbremse unter LZB-Führung erfolgte ab Juli 2001 auf der Rheintalbahn zwischen Baden-Baden und Offenburg, später im Rahmen der Inbetriebnahme der Schnellfahrstrecke Köln–Rhein/Main. Im gleichen Jahr verkehrte ein einzelner ICE-3-Zug zwischen München und Hamburg, bei dem im höheren Geschwindigkeitsbereich die Wirbelstrombremse für Betriebsbremsungen zugeschaltet wurde. Nach der Betriebserprobung kommen sie seit Juli 2002 auf dafür geeigneten Strecken in Deutschland auch als Betriebsbremse zum Einsatz, seit 2007 auch auf der französischen LGV Est européenne. In den ersten Betriebsjahren erfolgten weitere Optimierungen, um insbesondere Erdschlüsse und Schäden durch Schotterflug zu vermeiden.
Erwogen wird, die Wirbelstrombremse auch in Bereichen mit Schotteroberbau zum Einsatz zu bringen, beispielsweise durch Messung der Schienen- bzw. Lufttemperatur oder Wetterprognosen, um den Verschleiß von Reibbelägen und Bremsscheiben zu vermindern.
Der Shinkansen-Prototyp Alfa-X soll, für Schnellbremsungen bei Erdbeben, mit rotierenden Wirbelstrombremsen  (rotierend: die Relativbewegung ist eine Rotation, der metallische Leiter ist ein Rotationskörper) ausgerüstet werden.

### Leistungsbremse

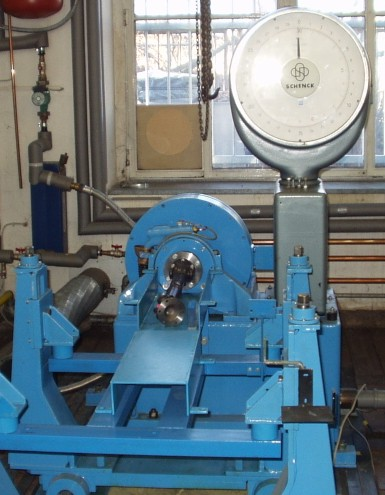
Wirbelstrombremse der Firma Schenck als Leistungsbremse eines Motorenprüfstandes

Die Wirbelstrombremse wird als Leistungsbremse auf Motorenprüfständen eingesetzt. Sie dient der Abbremsung eines Prüflings (Verbrennungsmotor, Elektromotor). Den Vorteilen der guten Regelbarkeit, der Baugröße und der Nutzung als System zur Leistungsmessung stehen die Nachteile der Leistungsabführung in Form von Wärme und die nur passive Betriebsart entgegen (Prüfling kann nicht geschleppt werden).

### Fitnessgeräte
Bei Trainingsgeräten, speziell bei hochwertigen Ergometern, erfolgt die Laststeuerung durch elektrisch einstellbare Wirbelstrombremsen. Durch Einsatz von Mikroprozessoren lassen sich diese vielfältig nach verschiedenen Parametern steuern.

### Fahrgeschäfte

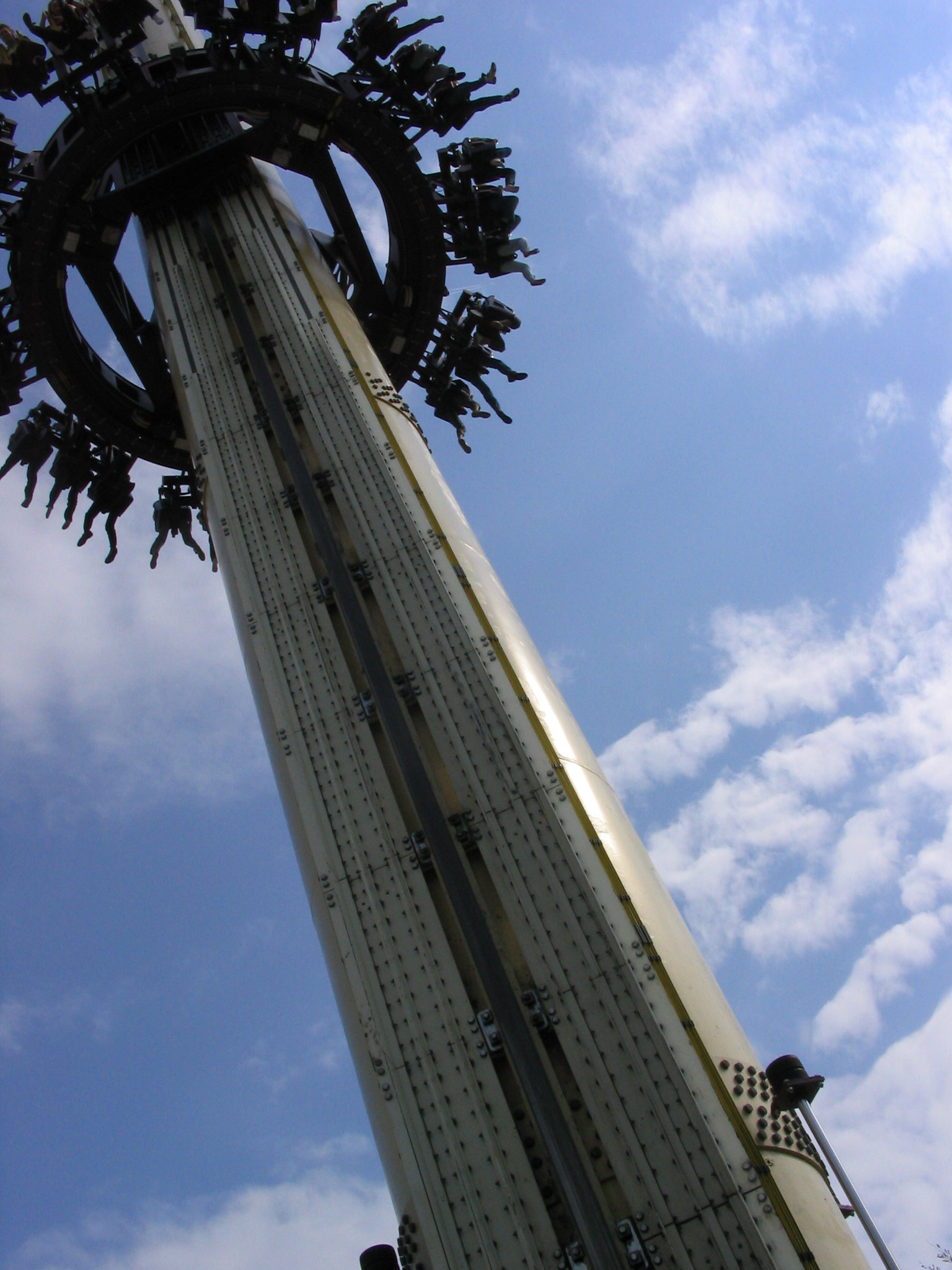
Bremsschwerter des Freifallturms The High Fall im Movie Park Germany

In den immer schneller und höher werdenden Achterbahnen und Freifall-Türmen werden zunehmend lineare Wirbelstrombremsen eingesetzt. Vor allem die im Vergleich zu den klassischen, auf der Wirkung von Reibung basierenden Klotzbremsen sanfter einsetzende Bremswirkung, die Verschleißfreiheit und die Sicherheit dieser Bremssysteme führten zu diesem Trend. Wirbelstrombremsen mit Permanentmagneten benötigen keinen Strom. Deshalb funktionieren sie auch bei einem Stromausfall einwandfrei.

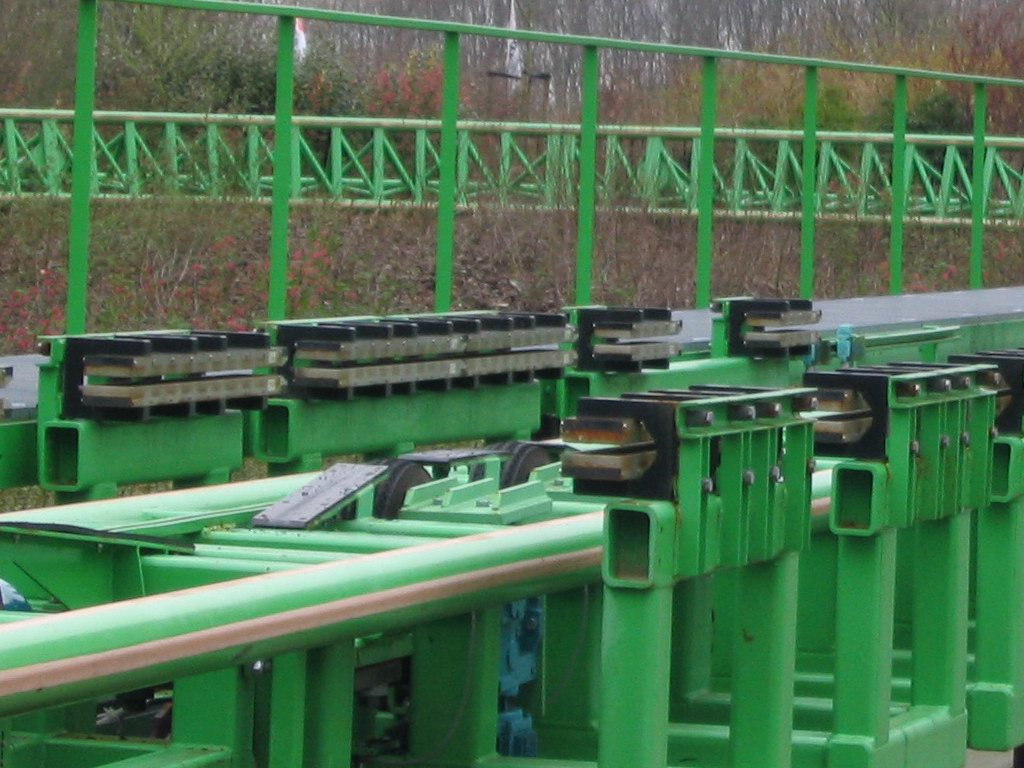
Seitlich der Strecke montierte Permanentmagnete der Wirbelstrombremsen bei der Intamin-Achterbahn Goliath in Walibi Holland (Niederlande)

Je nach Wagentyp von Achterbahnen sind die Metallschwerter (meistens Kupferlegierungen) seitlich oder unterhalb der Wagen montiert. An den Bremspunkten bewegen sich die Schwerter zwischen an der Strecke montierten Permanentmagneten hindurch. Teilweise können die Magnete nach der Bremsung weggeklappt werden, um eine leichtere Weiterfahrt des Zuges zu ermöglichen.
Werden sehr hohe Geschwindigkeiten erreicht und dadurch viele beziehungsweise lange Bremsen eingesetzt, werden häufig die Magnete an den Achterbahnwagen und die Metallschwerter an der Schiene montiert. Der Grund liegt darin, dass Magnete in der Anschaffung deutlich teurer als die Bremsschwerter sind und so weniger davon benötigt werden. Diese Kombination findet man vor allem bei Abschuss-Achterbahnen, die teilweise mit Geschwindigkeiten von über 200 km/h fahren und bei denen herkömmliche Reibungsbremsen einen zu hohen Verschleiß aufweisen würden. Auch auf der Beschleunigungsstrecke sind bei solchen Bahnen Bremsschwerter montiert, die im Falle eines fehlerhaften Abschusses den Zug beim Zurückrollen bremsen, falls dieser nicht die nachfolgende Anhöhe passiert. Die Bremsschwerter werden dann während der Beschleunigungsphase abgesenkt oder nach unten umgeklappt und erst nach Passieren des Zuges wieder in Bremsposition gebracht. Absenkbare Bremsschwerter sind vor allem charakteristisch für „Accelerator Coaster“ von Intamin. Auch Abschuss-Achterbahnen, die mittels Linearmotor beschleunigt werden und dazu die Magnete am Wagen benötigen, weisen diese Kombination auf.
Bei Freifall-Türmen sind die Schwerter vertikal am Turm montiert und die Magnete am Fahrgastträger befestigt. Die Schwerter sind meist so montiert, dass auf dem Weg der Gondel zuerst wenige, nach unten hin mehr Schwerter vorhanden sind, um eine in etwa konstant ansteigende Bremskraft zu erreichen.

### Nutzfahrzeuge
Der Vorteil der verschleißlosen Dauerbremse wird auch im Nutzfahrzeugbereich für LKW ausgenutzt. Die bekanntesten Hersteller sind Voith, Telma und Knorr-Bremse. Als Alternative zur Wirbelstrombremse werden auch hydrodynamische Retarder eingebaut, die hydraulisch arbeiten. Einige Hersteller versuchen, Lichtmaschine, Anlasser und Wirbelstrombremse in einem Aggregat zusammenzufassen. 

### Messgeräte
In einem Drehspulmesswerk wird die bewegliche Spule – die sich in einem permanenten Magnetfeld bewegt – auf einen Aluminiumrahmen gewickelt. In diesem entstehen daher bei Zeigerbewegungen Wirbelströme, was ruckartige Zeigerbewegungen dämpft.
Beim Ferraris-Zähler (für elektrische Energie) erzeugen feststehende Strom- und Spannungsspulen einen Wirbelstrom, der eine drehbare Aluminiumscheibe in Bewegung versetzt. Die Scheibe durchläuft auch das Magnetfeld eines starken Permanentmagneten, der Wirbelströme in ihr erregt. Das Zusammenspiel der bremsenden und der antreibenden Kräfte bewirkt eine gleichmäßige und dem Messwert (elektrische Wirkleistung) proportionale Drehbewegung der Scheibe.
Analoge Tachometer, also Geschwindigkeitsmessgeräte von Kfz, Fahrrad und Maschinen und Drehzahlmesser nahmen zumindest bis 1980 Drehung eines Lauf- oder Getrieberads via typisch flexibler Tachowelle auf, im Tachometer rotiert am Wellenende eine am Umfang permanent magnetisierte Kreisscheibe. Eine eng darübergreifende Glocke ist koaxial gelagert und wird tempoabhängig gegen eine Rückstellfeder ausgelenkt.